# 花岡宗助
花岡 宗助（はなおか そうすけ、1925年2月9日 - 2015年11月14日）は、日本の官僚。通商産業省貿易局長を最後に退官後、日本輸出入銀行理事を経て、大阪ガス副社長に就任。のち特殊法人日本自転車振興会第9代会長。

## 来歴・人物
東京府出身。1951年に東大法学部卒業後、通商産業省入省。同期には、田中誠一郎（経企次官）、宗像善俊（中小企業庁次長、公取委員、アジ研所長）など。
1974年大臣官房秘書課長、1976年大阪通産局長、1978年日銀政策委員を経て、1979年貿易局長。退官後は輸銀理事を経て、1982年大阪ガス入社。常務、専務を経て、1988年副社長就任。
1991年から日本自転車振興会の副会長（当時の会長は大薗英夫 1949年 通産省入省）となり、1993年から会長に就任する。1991年の副会長就任以来「ケイリン」の五輪種目への採用に動き、その間、世界的には人気種目であり、実力的にも世界レベルに多くいながら国内の競輪に留まっていた国内選手を、世界選手権以外の大会へも海外遠征させるなどの施策を実施し、1996年12月には2000年シドニーオリンピックの自転車正式種目採用にこぎつけた。
国際教育学会理事、財団法人インペックス教育交流財団監事等歴任。
2015年11月14日に死去した。90歳没。叙従四位。